# Xenòlit

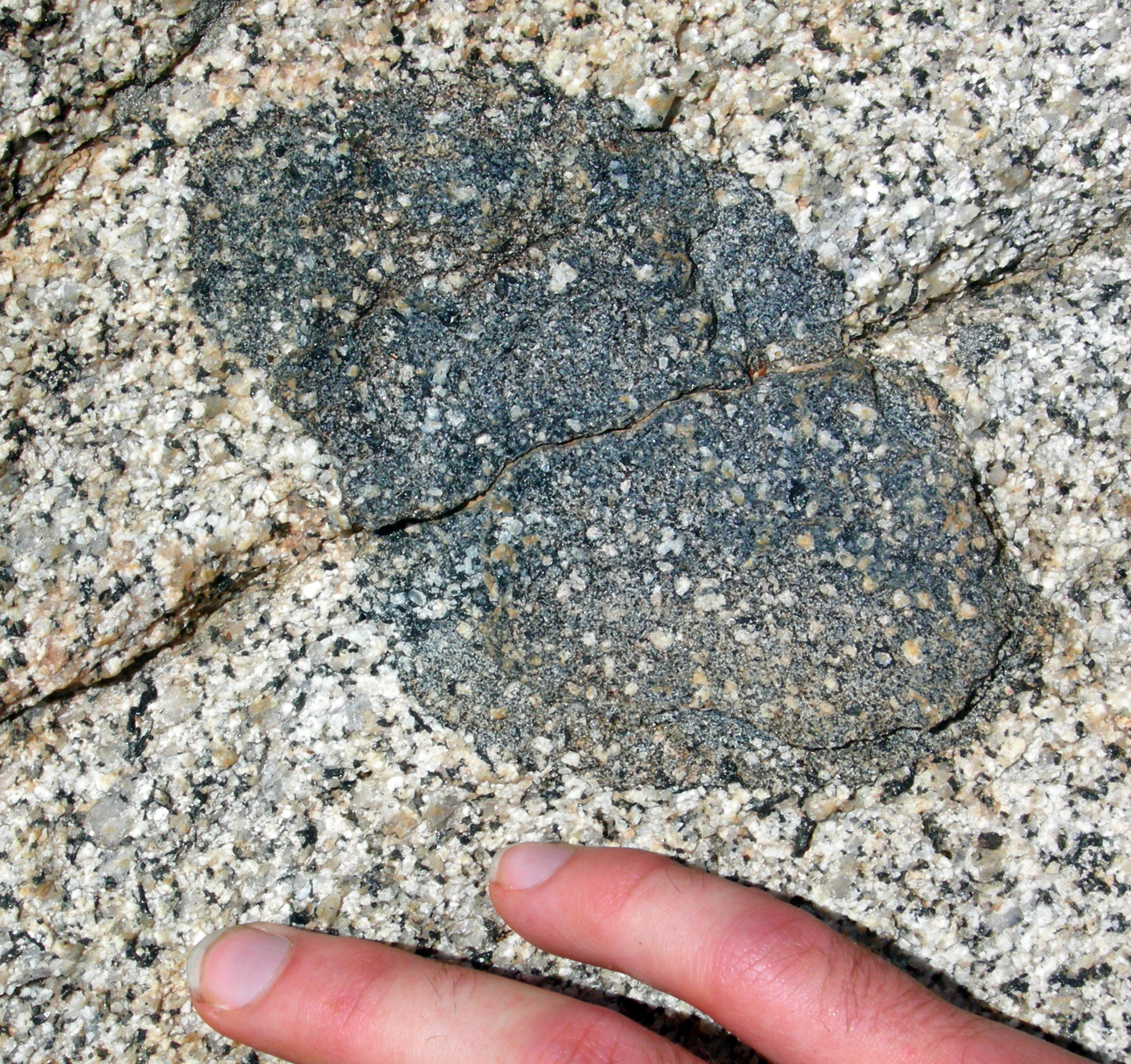
Xenòlit

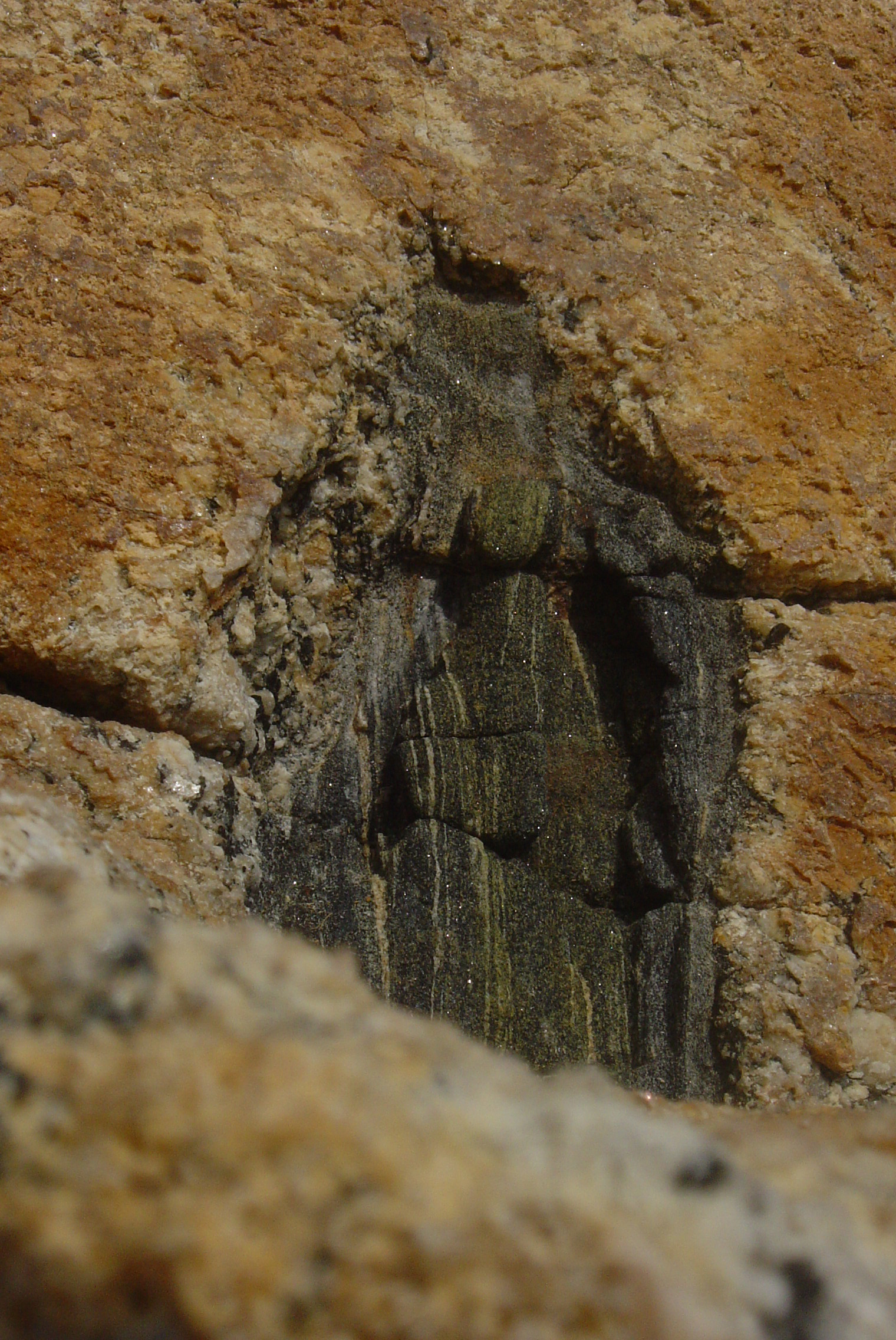
Un xenòlit a Nova York

Un xenòlit (del grec ξένος, xénos, 'estrany' i λίθος, líthos, 'pedra'; 'pedra estranya') és un fragment de roca que és envoltat per una roca més grossa durant la fase de desenvolupament i solidificació de la darrera. En geologia, el terme xenòlit es fa servir gairebé exclusivament per a designar les inclusions mineralògiques en roques ígnies durant el flux de magma i l'erupció volcànica. De manera ampliada, també es pot referir a inclusions en roques sedimentàries. De vegades s'han trobat xenòlits en meteorits. Els xenòlits i els xenocristalls donen informació important sobre la composició del mantell terrestre, que és inaccessible.

### Xenocristall
Un xenocristall és un cristall forà individual que es troba inclòs en un cos ígni. Exemples de xenocristalls són els cristalls de quars en laves pobres en sílice i els diamants que es troben a les diatremes de les kimberlites.